# Emili Vendrell i Ibars
Emili Vendrell i Ibars (* 23. Januar 1893 in Barcelona; † 1. August 1962 ebenda) war ein katalanischer Sänger (Tenor).

## Leben und Werk
Emili Vendrell begann seine musikalische Ausbildung im Alter von sieben Jahren an der Escolania, der Choralschola der Kirche Santa Maria del Mar. Er entstammte einer einfachen Familie und arbeitete zunächst als Maurer. 1911 trat er dem Orfeó Català bei und führte seine musikalische Ausbildung bei Lluís Millet fort.
Emili Vendrell trat als Chorsolist des Orfeó Català auf. 1921 verkörperte er in der spanischen Erstaufführung von Bachs Matthäus-Passion im Palau de la Música Catalana die Rolle des Evangelisten. Er spezialisierte sich einerseits auf die Interpretation von Oratorien und andererseits auf das Repertoire des katalanischen Kunstliedes. Ab 1922 wandte er sich dem Musiktheater zu und spielte für das Teatre Líric Català im Barceloneser Teatre Tívoli unter anderem Stücke von  Enrique Granados, Enric Morera und Antoni Nicolau. Er wurde Mitglied des Teatre Apolo de València, mit dem er zahlreiche Zarzuelas aufführte. 1923 debütierte er im Teatro de la Zarzuela in Madrid und trat danach auf Tourneen in Südamerika, Italien, Frankreich und England auf. 1936 wirkte er bei der Aufführung von Beethovens Neunter Sinfonie als Gesangssolist im Schlusschoral mit dem Orquestra Pau Casals am Gran Teatre del Liceu mit. 1953 gab er mit Doña Francisquita im Teatre Calderón de Barcelona seinen Bühnenabschied.
Emili Vendrell gewann einerseits durch die Interpretation traditioneller katalanischsprachiger Lieder wie Pel teu amor – Rosó („Für deine Liebe – Rosó“, Musik: Josep Ribas, Text: Miquel Poal i Aragall) oder L'Emigrant („Der Emigrant“, Musik: Amadeu Vives, Text: Jacint Verdaguer) große Popularität. Andererseits erwarb er sich als Interpret von Zarzuelas einen hervorragenden Ruf. Seine Paraderollen fand er hier in den Werken Doña Francisquita von Amadeu Vives und Cançó d’amor i de guerra („Das Lied von Liebe und Krieg“) von Rafael Martínez i Valls. Er spielte mehrere Tonträgeraufnahmen ein. Er veröffentlichte das autobiografische Werk El mestre Millet i jo: memòries (1953) und eine Methode für Gesang (1955). Sein ebenfalls als Sänger und Tenor ausgebildeter Sohn Emili Vendrell i Coutier (* 1924, Emili Vendrell Junior) veröffentlichte 1966 zusammen mit Xavier Foz das Buch El meu pare, Emili Vendrell („Mein Vater Emili Vendrell“).